# Донкур-ле-Лонгюйон
Донку́р-ле-Лонгюйо́н (фр. Doncourt-lès-Longuyon) — коммуна во французском департаменте Мёрт и Мозель региона Лотарингия. Относится к  кантону Лонгюйон.	

## География

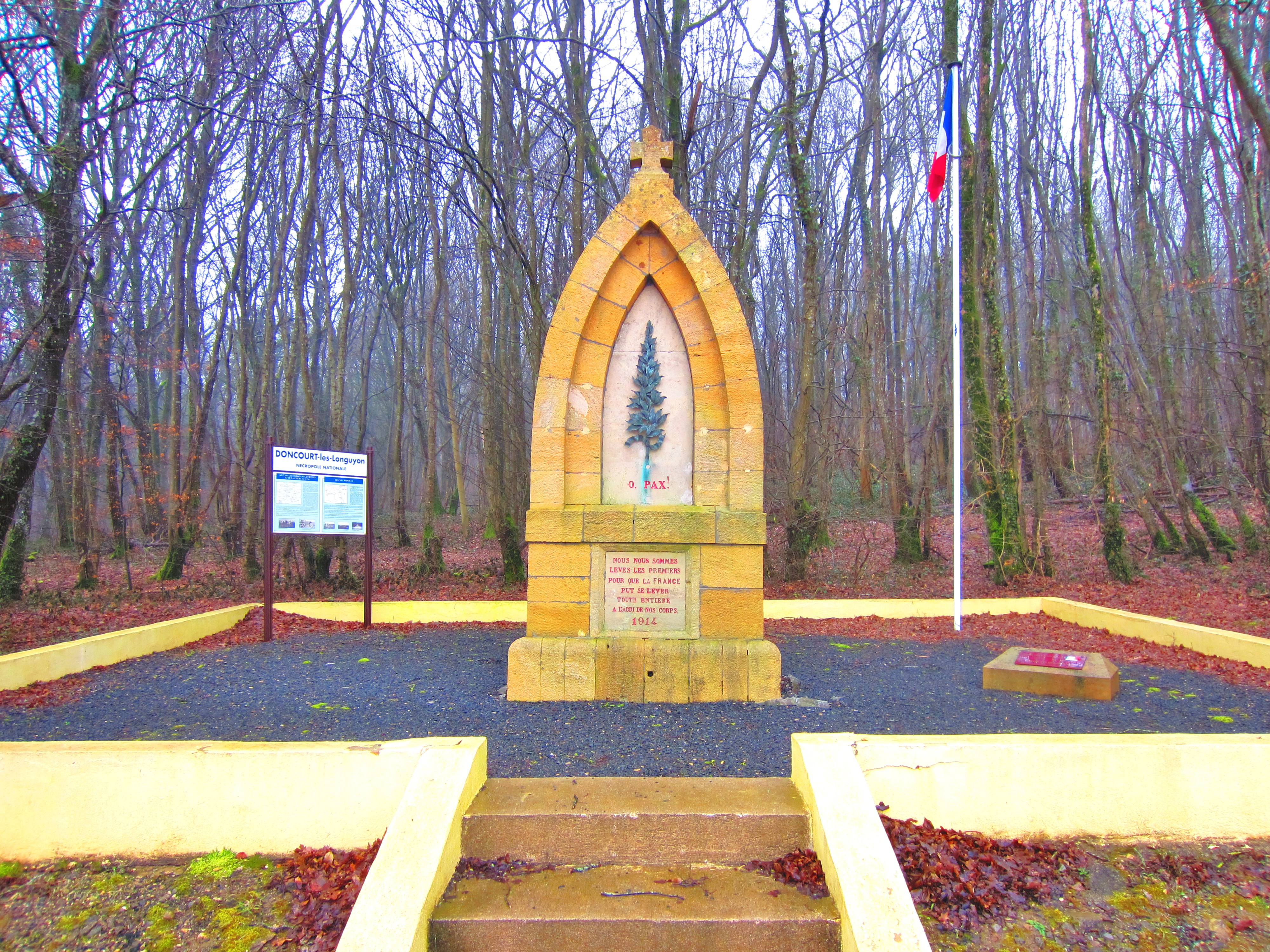
Военное французское кладбище Донкур-ле-Лонгюйон.

Донкур-ле-Лонгюйон расположен в 50 км к северо-западу от Меца и в 90 км к северу от Нанси. Соседние коммуны: Юньи на севере, Шеньер на северо-востоке, Лекс и Балье на востоке, Пьерпон на юге, Бёвей на юго-западе.

## История
- Донкур-ле-Лонгюйон входил в историческую провинцию Барруа.
- Коммуна была разрушена во время Первой мировой войны 1914—1918 годов.

## Демография
Население коммуны на 2010 год составляло 290 человек.
| 1962 | 1968 | 1975 | 1982 | 1990 | 1999 | 2010 |
| ---- | ---- | ---- | ---- | ---- | ---- | ---- |
| 418  | 325  | 339  | 302  | 241  | 241  | 290  |

## Достопримечательности
- Церковь Сен-Жак-ле-Мажор, построена в 1737 году, разрушена в 1914—1918 годы, восстановлена в 1924 году.
- Часовня Нотр-Дам-де-ла-Салетт середины XIX века.